# Edy Schmid
Eduard „Edy” Schmid (1911. május 3. – Zürich, 2000. szeptember 25.) olimpiai bronzérmes svájci kézilabdázó.
Részt vett az 1936. évi nyári olimpiai játékokon, amit Berlinben rendeztek. A kézilabdatornán játszott, és a svájci válogatott tagjaként bronzérmes lett.